# Margit Waas
Margit Waas (* 1. September 1957) ist eine deutsche Sprachwissenschaftlerin.

## Werdegang
Nach der Promotion an der Macquarie University in Sydney im Bereich Vergleichender Sprachwissenschaft wurde sie Hochschullehrerin in Taiwan, Singapur, Fidji, und Madrid. Ihre Forschungsschwerpunkte sind Sozio-, Psycho- und Neurolinguistik und Autorin.
Waas ist die Tochter des Herausgebers Emil Waas.

## Publikationen
- Language attrition downunder: German speakers in Australia. (Studien zur allgemeinen und romanischen Sprachwissenschaft, Band 3). Lang, Frankfurt am Main 1996, ISBN 3-631-30086-7.
  - US-Veröffentlichung: Lang, New York 1996, ISBN 0-8204-3173-7.

## Herausgeberschaften
- Enhancing Learning: Challenge of Integrating Thinking and Information Technology into the Curriculum. Educational Research Association, Singapur 1999, ISBN 981-04-0958-3.
- Emil und Margit Waas (Hrsg.): Sehr geehrter Herr Firma!: Stilblüten aus amtlichen und privaten Schreiben. Deutscher Taschenbuch Verlag, 1997, ISBN 3-423-01160-2.
- Überfahrt die Kinder nicht, wartet auf die Lehrer. Stilblüten aus amtlichen und privaten Schreiben. 1980, ISBN 3-423-03936-1.
- Emil und Margit Waas (Hrsg.): Es fängt damit an, dass am Ende der Punkt fehlt. 40. Auflage. dtv, München 2006, ISBN 3-423-20104-5.